# Alfa-2 adrenergički receptor
Alfa-2 (α2) adrenergički receptor (ili adrenoceptor) je G protein-spregnuti receptor koji vezuje  heterotrimerni G protein. Postoje tri visoko homologna podtipa, α2A-, α-, i α- adrenergički receptor. Neke vrste takođe izražavaju četvrti -adrenergički receptor. Kateholamini kao što su norepinefrin (noradrenalin) i epinefrin (adrenalin) prenose signal kroz α2-adrenergički receptor u centralnom i perifernom nervnom sistemu.

## Efekti
α2-adrenergički receptor vezuje oba norepinefrin koga oslobađaju simpatička postgangliona vlakna i epinefrin (adrenalin) koga otpušta adrenalna medula. On vezuje epinefrin sa nešto većim afinitetom. On ima nekoliko opštih funkcija koje su zajedničke sa α1-adrenergičkim receptorom, a takođe ima i niz specifičnih efekata.

### Opšti
Opšti efekti su:
- Vazodilatacija arterija[2]
- Vazokonstrikcija arterija ka srcu (koronarnih arterija)[3], mada ekstent ovog efekta može da bude ograničen[4]
- Vazokonstrikcija vena[5]
- Umanjena motilnost glatkih mišića gastrointestinalnog trakta[6]

### Individualni
Individualna dejstva α2 receptora su:
- Posreduje sinaptičku transmisiju u pre- i postsinaptičkim nervnim terminalima
  - Umanjuje otpuštanje acetilholina[7]
  - Umanjuje otpuštanje norepinefrina[7]
    - Inhibira norepinefrinski sistem u mozgu
- Inhibicija[8] lipolize u adipoznom tkivu[9]
- Indukcija oslobađanja glukagona iz pankreasa
- agregacija trombocita
- Kontrakcija sfinktera gastrointestinalnog trakta
- ↓ Sekrecija iz pljuvačnih žlezdi[10]

## Ligandi
Agonisti
- Apraklonidin
- Brimonidin
- Klonidin
- Detomidin
- Deksmedetomidin
- Gvanabenz
- Gvanfacin
- Lofeksidin
- Medetomidin
- Romifidin
- Tizanidin
- Tolonidin
- Ksilazin
- Ksilometazolin[11]
- Oksimetazolin[11]

Antagonisti
- Atipamezol
- Cirazolin
- Efaroksan
- Idazoksan
- Mianserin
- Mirtazapin
- Fenoksibenzamin
- Fentolamin
- Rauvolscin
- Setiptilin
- Tolazolin
- Johimbin

## Literatura
- Fitzpatrick, David; Purves, Dale; Augustine, George (2004). „Table 20:2”. Neuroscience (Third изд.). Sunderland, Mass: Sinauer. ISBN 978-0-87893-725-7.
- Rang, H. P. (2003). Pharmacology. Edinburgh: Churchill Livingstone. стр. 163. ISBN 978-0-443-07145-4.

## Spoljašnje veze
- „Adrenoceptors”. IUPHAR Database of Receptors and Ion Channels. International Union of Basic and Clinical Pharmacology. Архивирано из оригинала 12. 01. 2015. г.